# Navarra (vino)

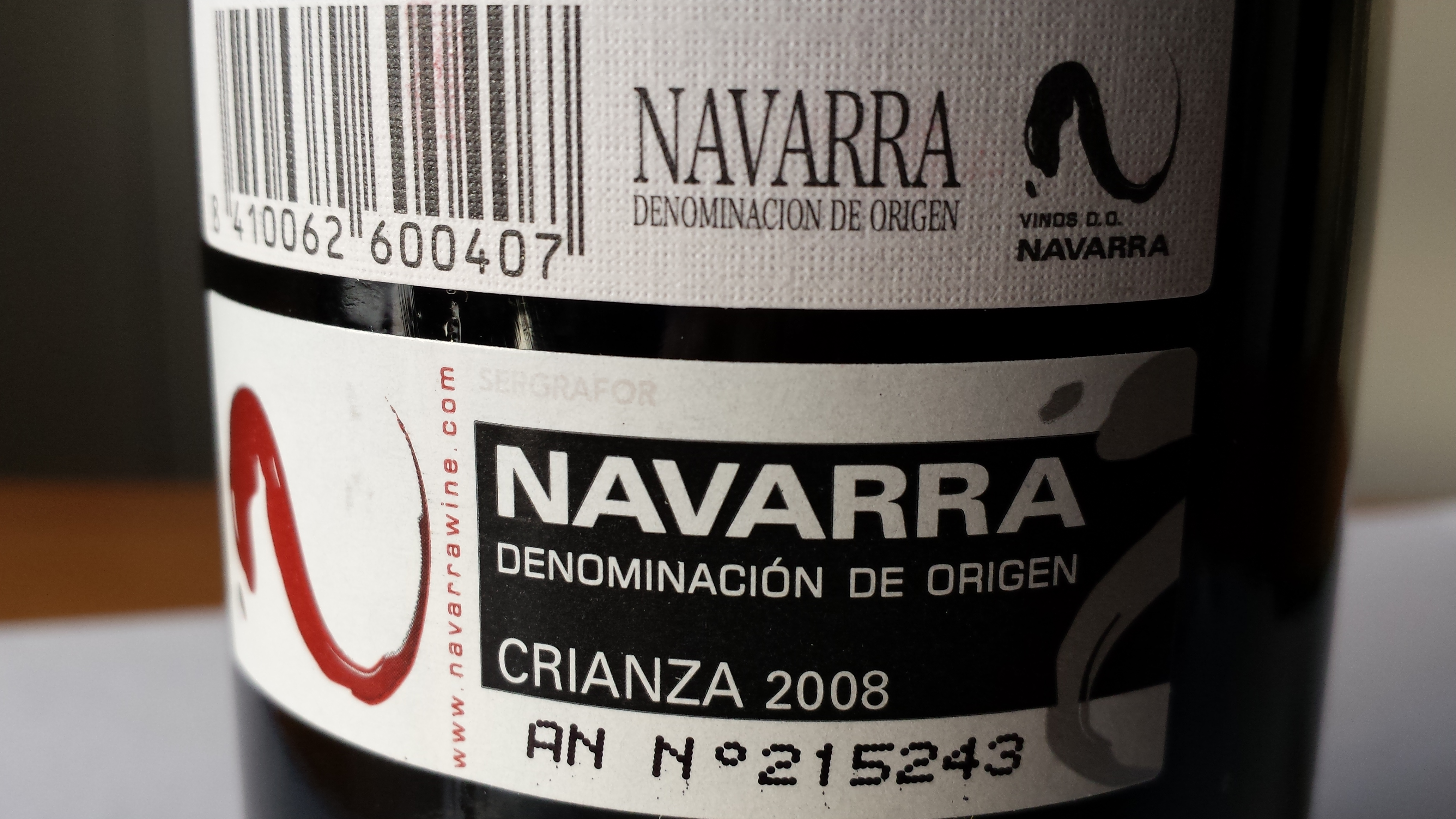
Etiqueta de la DO Navarra

Navarra es una denominación de origen española para vinos procedentes de la Comunidad Foral de Navarra. La zona vinícola se extiende desde el sur de la capital de la comunidad, Pamplona, hasta la cuenca del río Ebro. De entre los vinos con denominación de origen, los navarros constituyen un ejemplo de como ha evolucionado el sector en los últimos tiempos. Navarra, tradicional productora de vinos tintos, rosados y blancos, era conocida casi exclusivamente por sus vinos rosados. Esta situación ha cambiado y ahora ya es conocida por su amplia oferta de productos, incluyendo vinos de Pago (D.O.Pago), el mayor reconocimiento de calidad para un vino en España.
Constituida en 1933, la Denominación de Origen Navarra no publicó su primer reglamento hasta 1967. La denominación de origen protegida Navarra obtuvo su registro ante la Unión Europea el 13 de junio de 1986. También cuenta con registro ante la Organización Mundial de la Propiedad Intelectual desde 22 de junio de 2021.

## Historia
Las primeras noticias que se tienen de la elaboración de vinos datan del siglo I. Las bodegas benedictinas y cistercienses promovieron la cultura del vino a lo largo del Camino de Santiago. La producción de vino pasó a ser lo suficientemente grande como para exportar. En el siglo XVII, para evitar el execedente, se prohibió plantar más vides en campos que estuvieran destinados a cereales.
En el siglo XIX Navarra tuvo su esplendor vitícola como consecuencia de la crisis de la filoxera en Francia. No obstante, este esplendor duró poco porque la misma filoxera se extendió a los viñedos navarros y solo lograron salvarse 1000 hectáreas. Los viñedos fueron replantados con cepas de vid traídas de América, que eran resistentes al insecto, y los productores se asociaron en cooperaativas bodegueras.
En los años 1980 se crea la Estación de Viticultura y Enología de Navarra (EVENA), los bodegueros realizaron importantes inversiones para modernizarse y trajeron variedades reconocidas internacionalmente para mezclarlas con las autóctonas.

## Zona de producción

El área de producción, de 9.372 ha., se divide en cinco zonas:
- Valdizarbe: Agrupa a 15 términos municipales. Es la subzona situada más al norte.
- Tierra Estella: Agrupa a 26 términos municipales. Es la subzona medio-occidental.
- Baja Montaña: Agrupa 16 términos municipales situados al noreste de la denominación, sobre la cuenca media del río Aragón.
- Ribera Alta: Agrupa un total de 26 términos municipales. Esta subzona está situada en el centro-sur de Navarra.
- Ribera Baja: Agrupa 13 términos municipales. Subzona localizada en el sur de Navarra, y la más significativa en cuanto a superficie cultivada y número de bodegas que la integran.

| Territorio       | Ribera Alta | Ribera Baja | Baja Montaña | Tierra Estella | Valdizarbe |
| ---------------- | --- | --- | --- | --- | --- |
| Superficie (ha.) | 3.513 | 2.633 | 1.390 | 1.204 | 623 |
| Localidades      | Artajona, Beire, Berbinzana, Cadreita, Caparroso, Cárcar, Carcastillo, Falces, Funes, Larraga, Lerín, Lodosa, Marcilla, Mélida, Milagro, Miranda de Arga, Murillo el Cuende, Murillo el Fruto, Olite, Peralta, Pitillas, Sansoain, Santacara, Sesma, Tafalla y Villafranca. | Ablitas, Arguedas, Barillas, Cascante, Castejón, Cintruénigo, Corella, Fitero, Monteagudo, Murchante, Tudela, Tulebras y Valtierra | Aibar, Cáseda, Eslava, Ezprogui, Gallipienzo, Javier, Leache, Lerga, Liédena, Lumbier, Sada, Sangüesa, San Martín de Unx, Ujué y los Concejos de Arboniés y Domeño del Valle de Romanzado y los de Rípodas, San Vicente y Tabar del Valle de Urraul Bajo. | Aberin, Allo, Arellano, Armañanzas, Arróniz, Ayegui, Barbarin, Dicastillo, Desojo, El Busto, Espronceda, Estella, Igúzquiza, Lazagurría, Los Arcos, Luquin, Mendaza, Morentin, Murieta, Oteíza de la Solana, Sansol, Torralba del Río, Torres del Río, Valle de Yerri, Villamayor de Monjardín y Villatuerta, así como las facerías de Cogullo Alto, Cogullo Bajo, Sarmindieta y Chandivar. | Adiós, Añorbe, Artazu, Barásoain, Biurrun, Cirauqui, Echauri, Enériz, Garínoain, Guirguillano, Legarda, Leoz, Mañeru, Mendigorría, Muruzábal. |

## El entorno
Los suelos, calizos, con poca arcilla y escasos nutrientes, son sanos y con buen drenaje. Las altitudes varían entre los 250 y los 560 metros sobre el nivel del mar y la pluviometría oscila entre los 448 mm. y los 683 mm. Las temperaturas pueden alcanzar los 28 °C de máxima en verano y los -2 °C de mínima en invierno.

### Rutas
El Consejo Regulador de la D.O. Navarra recomienda cuatro rutas.
La Ruta Real: va por las fortalezas de la región atravesando la Navarra media oriental y la Ribera occidental. Destaca Olite, con un palacio de la casa Evreux que hoy es Parador Nacional y con la sede de la Estación Vitivinícola de Navarra y del Consejo Regulador. Hay cultivos de vides, cereales y olivos.
Ruta del Camino de Santiago: puede iniciarse en Palmplona y se adentra en Valdizarbe y Tierra Estrella. Hay una ran cantidad de iglesias románicas, góticas y renacentistas, así como ermitas y monasterios. Hay campos de vides, olivos cereales y zonas con robles y encinas.
Ruta Ribera del Ebro: parte de Pamplona para llegar a Corella, con mucho arte barroco, para llegar a Monteaguido, con el palacio de los marqueses de San Adriá. En Cintruénigo hay casas señoraiales barrocas y en Cascante está la Iglesia de la Anunciación, del siglo XVI, casa blasonadas y algunos palacios del siglo XVIII. El recorrido termina en Tudela. En esta zona los viñedos cubren uina extensión mayor que en cualquier otra de Navarra, aunque también abundan los cereales y el olivo.
Ruta Montañesa: De Pamplona a Martín de Unx, con la iglesia románica de San Martín y calles medievales, y de ahí a Ujué, donde en la portadfa de la iglesia de Santa María hay imágenes esculpidas de la vendimia. También puede visitarse Sangüesa (un pueblo importante del Camino de Santiago), Lerga, Sada, Eslava, Aibar y Lumbier. Los vinos rosados de esta zona suelen ser los más finos y en casi todos los pueblos hay alguna bodega cooperativa.

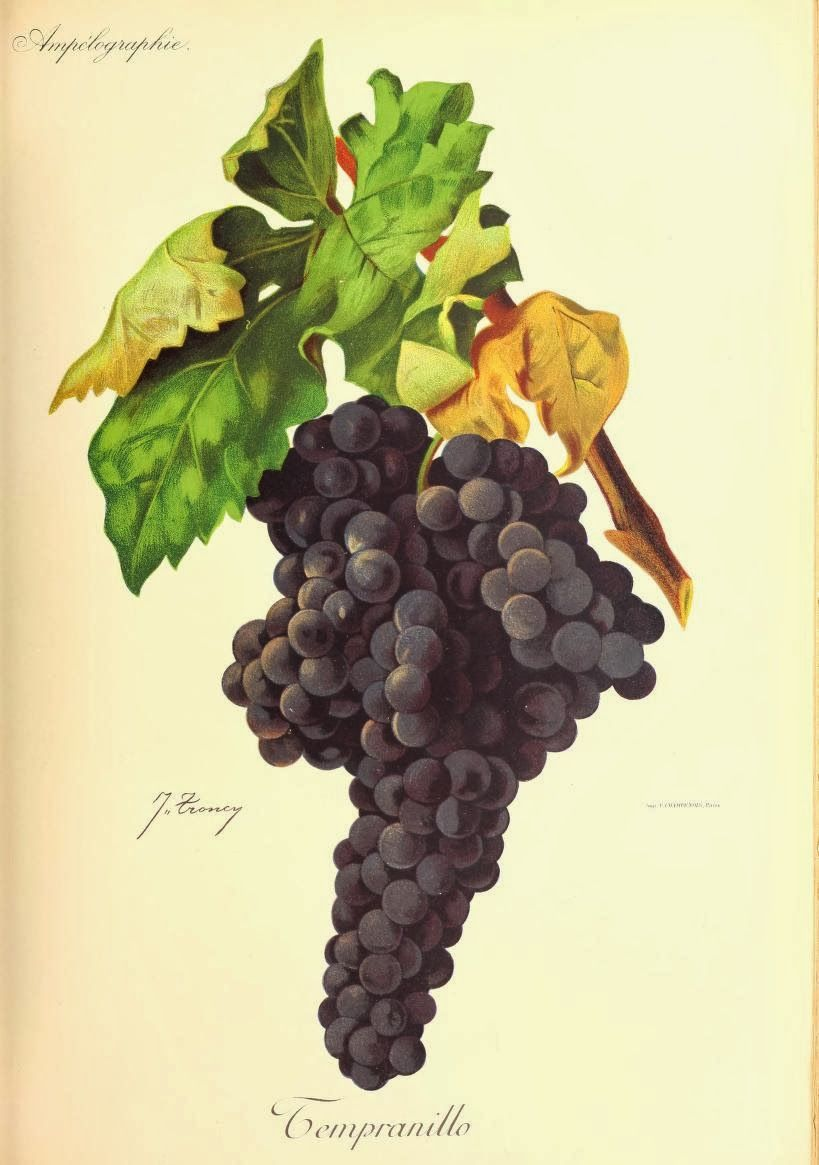
Tempranillo

## Uvas
| - Tempranillo - Graciano - Cabernet sauvignon - Garnacha - Merlot - Mazuelo - Syrah - Pinot noir | - Viura - Chardonnay - Garnacha blanca - Malvasía - Moscatel de grano menudo - Sauvignon blanc |

## Tipos de vinos D.O. Navarra

### Blancos
Los blancos de Sauvignon Blanc
El Sauvignon Blanc de la D.O. Navarra se distingue por su frescura, acidez equilibrada y aromas vibrantes a cítricos, hierba fresca recién cortada y frutas tropicales. Encontramos los descriptores de: fruta de la pasión, piña y pomelo. Estos vinos suelen tener un perfil fresco y elegante, con un final seco y refrescante. Gracias a su vivacidad, son una excelente opción para maridar con pescados, mariscos, ensaladas y sushi, complementando perfectamente los sabores delicados y umami de la cocina japonesa. La DO Navarra produce Sauvignon Blanc de gran calidad que refleja tanto la tipicidad de la variedad como el carácter único de la región.
Los Sauvignon Blanc con Barrica
Los Sauvignon Blanc con barrica de la D.O. Navarra ofrecen una mayor complejidad, con aromas a frutas maduras, especias y notas tostadas. La crianza en madera les confiere una textura más untuosa y un sabor más envolvente, manteniendo la frescura característica de la variedad.
Los jóvenes de viura y mezcla de viura-chardonnay
Son vinos frutosos, frescos, que deben ser consumidos dentro del año siguiente a su vendimia. Son muchas las bodegas comerciales y las cooperativas que los ofrecen. Su color, amarillo pálido, y su nariz, suavemente frutal, los hacen apropiados para el aperitivo o los entrantes muy ligeros.
Los chardonnays sin barrica
Mas estructurados y acídulos que los otros, son vinos de mayor persistencia cuyo consumo es perfectamente adecuado dentro de los 2-3 años de su elaboración. Color amarillo pajizo intenso, poseen una marcada fruta en nariz (piña fresca, manzana verde, pomelo, mango, algunas veces incluso melón). La boca queda marcada por una fresca acidez. Acompañan bien a pescados y ahumados.
Los chardonnays fermentados en barrica
En su nacimiento intervienen siempre viñas de muy baja producción, vendimiadas con exquisito cuidado. Los mejores mostos fermentan en barricas nuevas (todos los años) y tras una permanencia de unos 6 meses con sus lías, al más noble estilo borgoñón, se trasiegan y embotellan. Son vinos que se bonifican con el paso del tiempo (en ellos ya no buscaremos el vino del año) y que saldrán al mercado con etiqueta de crianza y de reserva. En ellos encontraremos colores amarillos dorados y su nariz, compleja, marcará notas de humo, mantequilla, avellanas y frutas maduras. Acompañan bien a pescados grasos, como el besugo o la lubina.

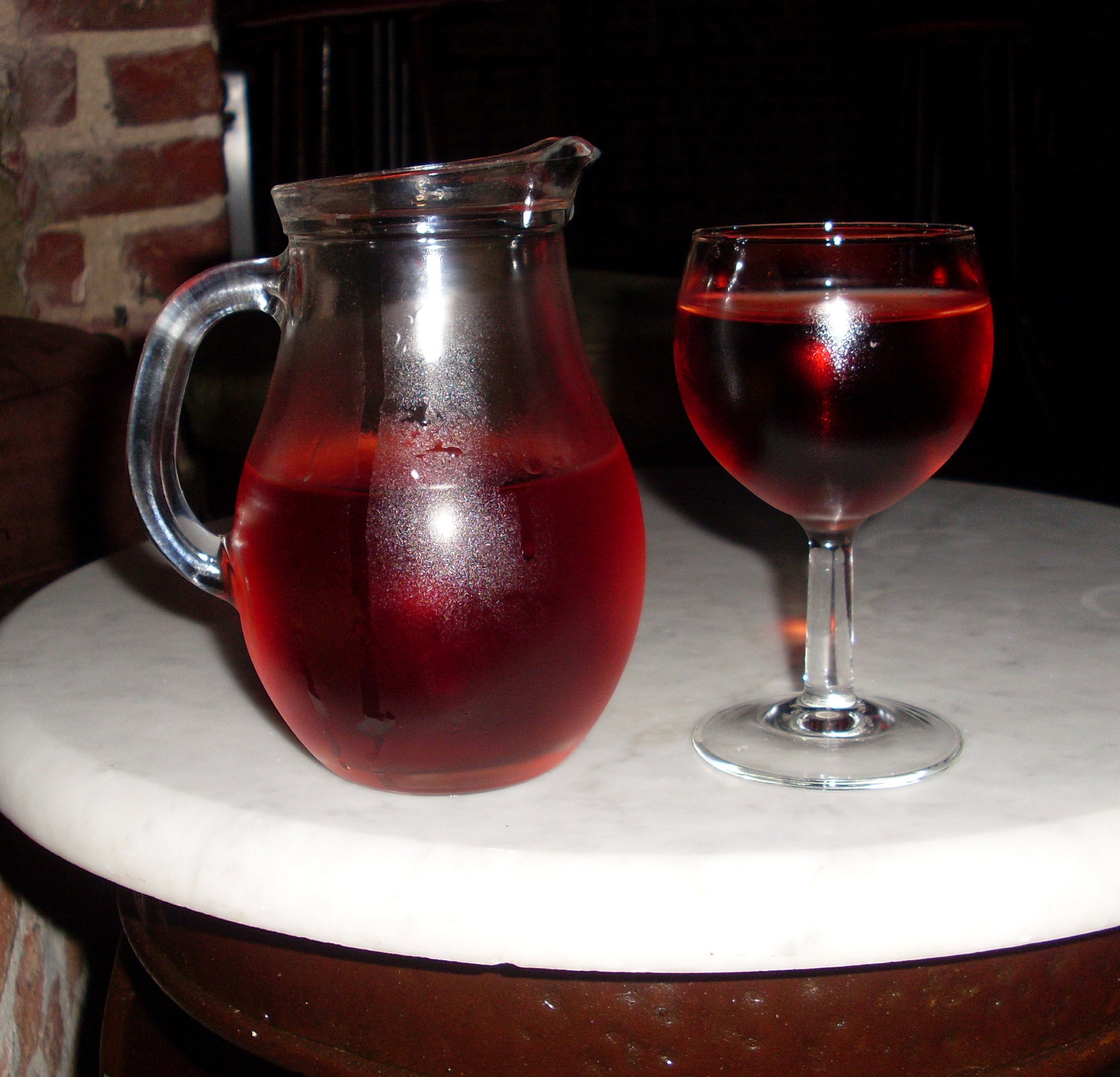
Jarra y copa de vino rosado

### Rosados
La garnacha, sola o acompañada de tempranillo y cabernet sauvignon, por el selecto sistema de sangrado de mostos, da lugar a vinos de sugerente color, de rico aroma afrutado (fresas, frambuesas, granada,...) y fresco paladar. Deben consumirse dentro del año siguiente a su elaboración y acompañan muy bien los entrantes (arroces, pastas).

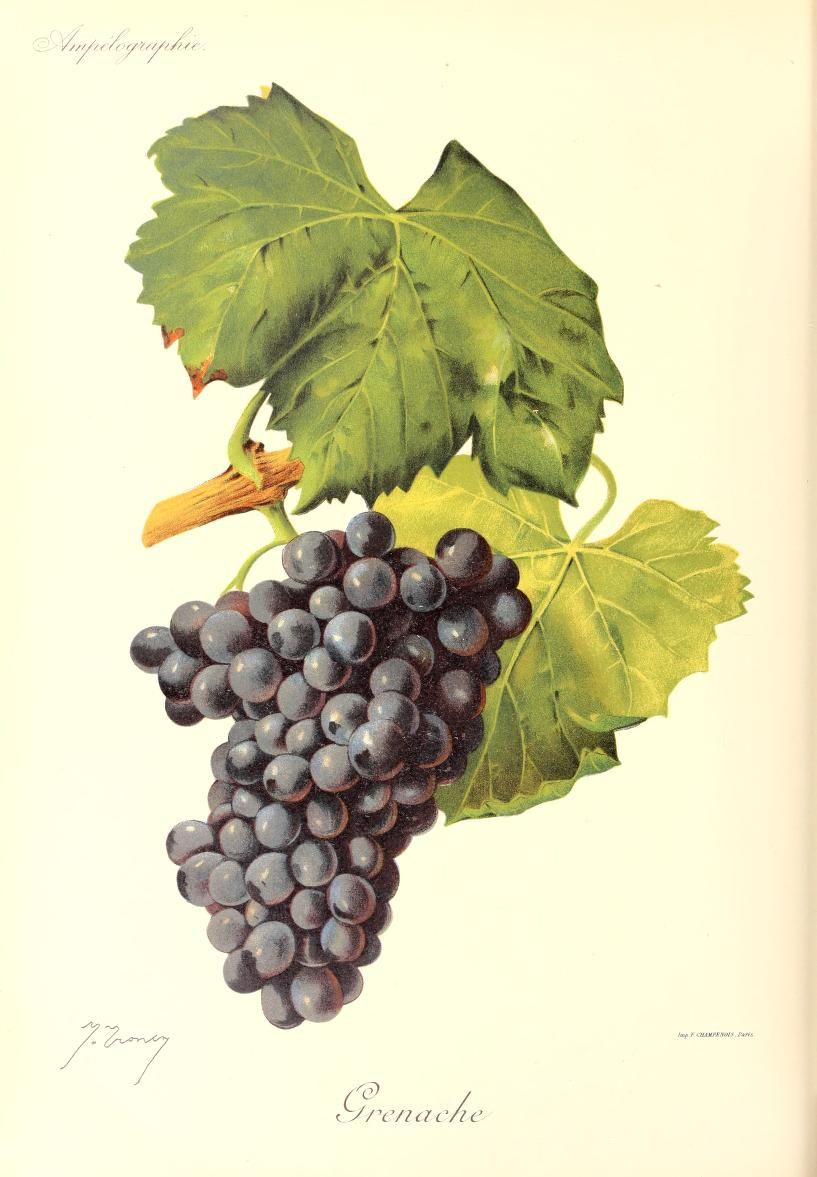
Garnacha

### Tintos
Tintos jóvenes y tintos roble
Partiendo de la garnacha o el tempranillo (en menor medida de la merlot o de la cabernet sauvignon), se obtienen unos vinos de color púrpura y grana, llenos en nariz de notas de regaliz y deliciosas frutas del bosque, tanto negras (cassis y moras) como rojas (fresas y frambuesas). En el caso de los tintos roble, la permanencia de al menos tres meses en barrica los dota de una sápida estructura. Su boca, golosa y viva, los hacen apropiados para aperitivos de charcutería, patés, quesos del país, e incluso algún preparado de bacalao salseado.
Tintos de crianza
El reglamento de la Denominación obliga a que no salgan al mercado hasta que como mínimo hayan pasado dos años (desde diciembre del año de la vendimia), y que hayan madurado como mínimo un año en barrica. Las uvas tempranillo, cabernet sauvignon y merlot son las protagonistas de estos vinos marcados por una selecta crianza, que los dota de hermosos colores cereza con suaves matices teja. La nariz mantiene el carácter frutal, matizado por finas notas de roble y vainilla. En boca son potentes y sabrosos. Serán grandes compañeros de carne a la brasa, asados, guisos de carne y quesos curados.
Tintos reserva, gran reserva e "iconos"
Las variedades empleadas son las mismas que para los de crianza, muchas veces incrementadas con la graciano. Los tintos de reserva tienen un mínimo de tres años (de los cuales, uno como mínimo fue en barrica) y los gran reserva tienen un mínimo de cinco años (de los cuales, dieciocho meses como mínimo fueron en barrica). Poseen un bello color cereza-rubí, con bonitos tonos teja, limpios y brillantes. Su nariz es compleja, rica en matices especiados, buenas maderas y fondo frutal que se mantiene con el paso del tiempo. La boca, pulida pero amplia y carnosa. 
También acoge actualmente una gran selección de vinos de alta gama, que se ha dado en llamar "iconos" o "vinos de alta expresión": frutosos, concentrados, expresivos y maravillosamente complejos. Acompañan bien platos de caza y guisos. 

### Dulces
Los vinos blancos dulces
Estos vinos, cuyo contenido el alcohol oscila entre los 11 y los 14 grados, provienen habitualmente del vidueño moscatel de grano menudo. La delicadeza, untuosidad y fragancia son sus características más destacables. Su momento de consumo se hallaría acompañando quesos de cabra, foies y postres, así como para las sobremesas.
Los vinos de licor de moscatel
Vinos de mayor graduación, que muchas veces experimentan una larga crianza en barricas de roble y damajuanas de cristal. Acompañan bien a las meriendas con pastas y con el queso azul.

## Añadas

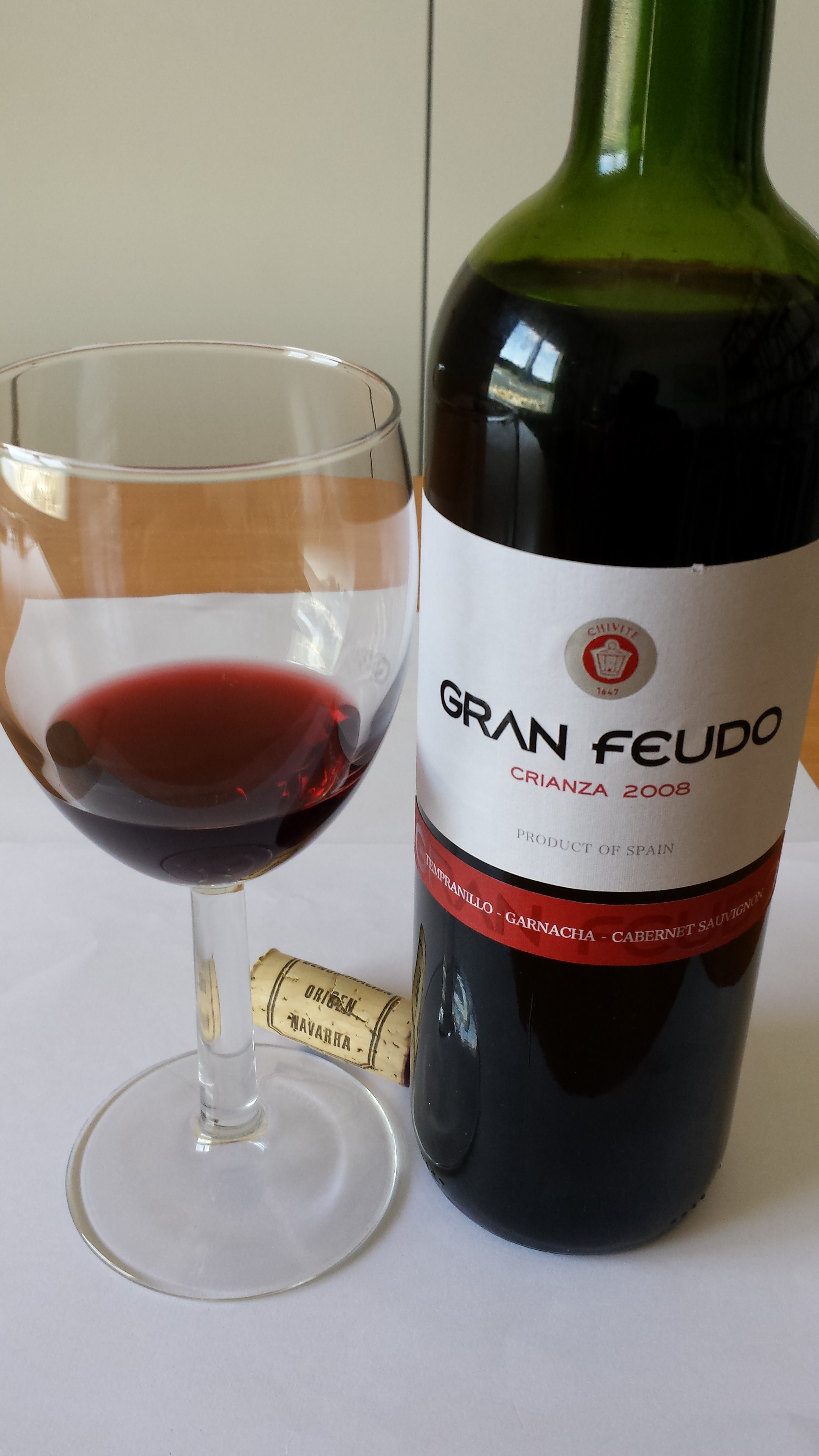
Vino de la Denominación de Origen Navarra, España, elaborado con uvas tempranillo, garnacha y cabernet sauvignon

- 1978 Muy buena
- 1979 Regular
- 1980 Regular
- 1981 Excelente
- 1982 Excelente
- 1983 Muy buena
- 1984 Muy buena
- 1985 Buena
- 1986 Buena
- 1987 Buena
- 1988 Muy buena
- 1989 Muy buena
- 1990 Buena
- 1991 Buena
- 1992 Buena
- 1993 Muy buena
- 1994 Muy buena
- 1995 Excelente
- 1996 Muy buena
- 1997 Buena
- 1998 Muy buena
- 1999 Muy buena
- 2000 Muy buena
- 2001 Excelente
- 2002 Muy buena
- 2003 Buena
- 2004 Excelente
- 2005 Excelente
- 2006 Muy buena
- 2007 Muy buena
- 2008 Muy buena
- 2009 Muy buena
- 2010 Excelente
- 2011 Muy buena
- 2012 Muy buena
- 2013 Buena
- 2014 Buena
- 2015 Muy buena
- 2016 Muy buena
- 2017 Muy buena
- 2018 Buena
- 2019 Muy buena
- 2020 Excelente
- 2021 Muy buena
- 2022 --
- 2023 Buena

## Bodegas D.O. Navarra
Según recoge el consejo regulador, la bodegas pertenecientes son:
- Bodegas Aguirre
- Bodegas Alconde
- Bodegas Alzania
- Bodega Ángel de la Guarda
- Bodegas Aristu
- Bodegas Armendáriz
- Bodegas Aroa
- Bodegas y Artazu bodegas
- Bodegas Asensio
- Bodegas Ayensa
- Bodegas Ayerra
- Bodegas Azpea
- Bodegas Azul y Garanza
- Bodegas Beramendi
- Bodegas Camilo Castilla
- Bodegas Campos de Enanzo
- Bodega Castillo de Eneriz
- Bodegas Castillo de Monjardín
- Bodegas Corellanas
- Bodega Cosecheros Reunidos
- Bodegas Les Domaines Lupier
- Bodegas Vinos y Viñedos Dominio Lasierpe
- Bodega Escalera
- Bodegas Escudero
- Bodegas Fernández de Arcaya
- Bodegas Finca Albret
- Bodegas García Burgos
- Bodegas Gran Feudo
- Bodegas Hermanos de Luis García Martínez
- Bodega Inurrieta
- Bodegas Irache
- Bodegas Iturbide
- Bodegas Iturdaki
- Bodega Juan Simón
- Bodegas la Casa del Lúculo
- Bodega la Cruz de Mañeru
- Bodega Laderas de Montejurra
- Bodegas Lezaun
- Bodegas Luis Gurpegui
- Bodegas Muga
- Bodegas Macaya
- Bodegas Malón de Echaide
- Bodegas Marco Real
- Bodegas Marqués de Montecierzo
- Bodegas Máximo Abete
- Bodega Méndiko
- Bodegas Monasterio de la Oliva
- Bodegas Naparralde
- Bodegas Nekeas
- Bodegas Olimpia
- Bodegas Ontañón
- Bodegas Orvalaiz
- Bodega Otazu
- Bodega Ozalder
- Bodegas Pago de Cirsus
- Bodegas Pago de Larrainzar
- Bodegas Pagos de Araiz
- Bodegas Palacio de la Vega
- Bodegas Piedemonte
- Bodegas Príncipe de Viana
- Bodegas Propiedad de Arínzano
- Bodegas Quaderna Vía
- Bodegas Riberas del Alhama
- Bodega de Sada
- Bodega San Cristóbal
- Bodega Santo Cristo del Amparo
- Bodega San Francisco Javier
- Bodega San Isidro
- Bodegas San Martín
- Bodega San Miguel
- Bodega San Ramón
- Bodega San Andrés
- Bodega Nuestra Señora del Rosario
- Bodega de Sarría
- Bodega Señorío de Andión
- Bodega Tandem
- Bodegas Ullate
- Bodegas Urabain
- Bodegas Valcarlos
- Bodega y Viñas Valdelares
- Bodegas Vega del Castillo
- Bodega Vinícola Navarra
- Bodega Viña Aliaga
- Bodegas Viña Magaña
- Bodegas Viña Valdorba
- Bodega Viña Zorzal Wines